# Mike Windischmann
Michael „Mike“ Windischmann (* 6. Dezember 1965 in Nürnberg) ist ein ehemaliger US-amerikanischer Fußballspieler, der hauptsächlich in der Position eines Abwehrspielers spielte. Während seiner aktiven Zeit spielte er in der Major Indoor Soccer League und der American Soccer League. Er ist Mitglied in der National Soccer Hall of Fame.

## Jugend
Windischmann wurde in Deutschland geboren, wanderte aber mit seinen Eltern im Alter von drei Jahren in die USA aus. Er besuchte die Thomas A. Edison High School in New York City. Im Alter von sechs Jahren begann er Fußball zu spielen. Er spielte nicht in der Schule, wie es in den USA üblich ist, sondern bei kleinen New Yorker Vereinen, wie Blau-Weiss Gottschee, S.C. Gjoa und Queens United. Nach seinem Highschool-Abschluss ging er an die Adelphi University, die sich in Garden City befindet. Dort spielte er weiterhin Fußball. 1986 wurde er in die Athletic Hall of Fame des Colleges aufgenommen.

## Professionell
Nach seinem Abschluss an der Adelphi University traf er die Entscheidung, weiterhin Fußball spielen zu wollen. Zu dieser Zeit war die Major Indoor Soccer League die beliebteste Liga für junge Fußballspieler. Windischmann entschied sich, für die Brooklyn Italians in der Cosmopolitan Soccer League zu spielen. Nach zwei Jahren wechselte er in die MISL zu den Los Angeles Lazers. Nach nur einer Saison zog es ihn weiter und er spielte ab 1989 für die Albany Capitals in der American Soccer League.
Ende 1990 erklärte Windischmann seinen Rücktritt als aktiver Fußballspieler.

## Nationalmannschaft
1985 war Windischmann Teil der U-16-Nationalmannschaft der USA, die an der U-16-Fußball-Weltmeisterschaft in der Volksrepublik China teilnahmen. In demselben Jahr nahm er auch für die USA an der Universiade teil. 1987 war er ebenfalls Mitglied des USA Teams bei der Universiade und nahm auch am Fußballturnier der Panamerikanischen Spiele teil.
1984 gab er sein Debüt für die Fußballnationalmannschaft der Vereinigten Staaten. Mit der Nationalmannschaft nahm er auch an den Olympischen Sommerspielen 1988 in Seoul teil. Dort erlebte er ein persönliches Highlight, als er den Ausgleich im Spiel gegen Argentinien erzielte. 1990 spielten die USA bei der Fußball-Weltmeisterschaft in Italien. Windischmann war der Kapitän der Mannschaft. Es war das erste Mal seit 40 Jahren, dass die USA wieder an einer WM-Endrunde teilnahmen.